# Đại dịch COVID-19 tại châu Âu
Tính đến ngày 13 tháng 3 năm 2020, Tổ chức Y tế Thế giới (WHO) coi châu Âu là trung tâm hoạt động của đại dịch COVID-19 2019-2020. Các trường hợp theo quốc gia trên khắp châu Âu đã tăng gấp đôi trong khoảng thời gian từ 3 đến 4 ngày, với một số quốc gia (chủ yếu là các quốc gia ở giai đoạn phát hiện trước đó) cho thấy tăng gấp đôi cứ sau hai ngày. Tính đến hết ngày 13 tháng 4 năm 2024, 8 quốc gia có số ca tử vong cao nhất là Nga, Anh, Ý, Đức, Pháp, Tây Ban Nha, Ba Lan và Ukraina.
Kể từ ngày 17 tháng 3 năm 2020, mọi quốc gia ở châu Âu  đã có trường hợp được xác nhận nhiễm COVID-19, với Montenegro là quốc gia châu Âu cuối cùng báo cáo ít nhất một trường hợp. Ít nhất một ca tử vong đã được báo cáo ở tất cả các nước ở châu Âu, ngoại trừ Thành Vatican.
Tính đến ngày 18 tháng 3 năm 2020, hơn 250 triệu người phải tự cách ly tại nhà.
Tính đến hết ngày 13 tháng 4 năm 2024, Pháp đứng đầu châu Âu về số ca mắc COVID-19 với hơn 40 triệu ca và Nga đứng đầu châu Âu về số ca tử vong với hơn 402,000 ca tử vong.

## Đại dịch theo quốc gia
| Quốc gia             | Ngày phát hiện | Xác nhận    | Tử vong   | Bài viết chính                             | Tham khảo     |
| -------------------- | -------------- | ----------- | --------- | ------------------------------------------ | ------------- |
| Pháp                 | 24-1-2020      | 40,138,560  | 167,642   | Đại dịch COVID-19 tại Pháp                 | [ 5 ]         |
| Đức                  | 27-1-2020      | 38,828,995  | 183,027   | Đại dịch COVID-19 tại Đức                  | [ 6 ]         |
| Ý                    | 30-1-2020      | 26,723,249  | 196,487   | Đại dịch COVID-19 tại Ý                    | [ 7 ]         |
| Vương quốc Anh       | 31-1-2020      | 24,910,387  | 232,112   | Đại dịch COVID-19 tại Anh                  | [ 8 ]         |
| Nga                  | 31-1-2020      | 24,124,215  | 402,756   | Đại dịch COVID-19 tại Nga                  | [ 9 ]         |
| Tây Ban Nha          | 31-1-2020      | 13,914,811  | 121,760   | Đại dịch COVID-19 tại Tây Ban Nha          | [ 10 ]        |
| Hà Lan               | 27-2-2020      | 8,635,786   | 22,992    | Đại dịch COVID-19 tại Hà Lan               | [ 11 ]        |
| Ba Lan               | 4-3-2020       | 6,661,991   | 120,598   | Đại dịch COVID-19 tại Ba Lan               | [ 12 ]        |
| Hy Lạp               | 26-2-2020      | 6,101,379   | 37,869    | Đại dịch COVID-19 tại Hy Lạp               | [ 13 ]        |
| Áo                   | 25-2-2020      | 6,081,287   | 22,542    | Đại dịch COVID-19 tại Áo                   | [ 14 ]        |
| Bồ Đào Nha           | 2-3-2020       | 5,643,062   | 28,126    | Đại dịch COVID-19 tại Bồ Đào Nha           | [ 15 ]        |
| Ukraina              | 3-3-2020       | 5,557,995   | 112,418   | Đại dịch COVID-19 tại Ukraina              | [ 16 ]        |
| Bỉ                   | 3-2-2020       | 4,861,695   | 34,376    | Đại dịch COVID-19 tại Bỉ                   | [ 17 ]        |
| Séc                  | 1-3-2020       | 4,759,041   | 43,517    | Đại dịch COVID-19 tại Cộng hòa Séc         | [ 18 ]        |
| Thụy Sĩ              | 25-2-2020      | 4,453,053   | 14,452    | Đại dịch COVID-19 tại Thụy Sĩ              | [ 19 ]        |
| România              | 26-2-2020      | 3,529,735   | 68,929    | Đại dịch COVID-19 tại România              | [ 20 ]        |
| Đan Mạch             | 27-2-2020      | 3,183,756   | 8,814     | Đại dịch COVID-19 tại Đan Mạch             | [ 21 ]        |
| Thụy Điển            | 31-1-2020      | 2,754,129   | 27,407    | Đại dịch COVID-19 tại Thụy Điển            | [ 22 ]        |
| Serbia               | 6-3-2020       | 2,615,054   | 18,057    | Đại dịch COVID-19 tại Serbia               | [ 23 ]        |
| Hungary              | 4-3-2020       | 2,230,232   | 49,048    | Đại dịch COVID-19 tại Hungary              | [ 24 ]        |
| Slovakia             | 6-3-2020       | 1,877,605   | 21,224    | Đại dịch COVID-19 tại Slovakia             | [ 25 ]        |
| Ireland              | 29-2-2020      | 1,734,582   | 9,491     | Đại dịch COVID-19 tại Ireland              | [ 26 ]        |
| Phần Lan             | 29-1-2020      | 1,516,117   | 11,958    | Đại dịch COVID-19 tại Phần Lan             | [ 27 ]        |
| Na Uy                | 26-2-2020      | 1,509,732   | 6,638     | Đại dịch COVID-19 tại Na Uy                | [ 28 ]        |
| Litva                | 28-2-2020      | 1,397,806   | 9,897     | Đại dịch COVID-19 tại Litva                | [ 29 ] [ 30 ] |
| Slovenia             | 4-3-2020       | 1,356,546   | 7,100     | Đại dịch COVID-19 tại Slovenia             | [ 31 ]        |
| Bulgaria             | 8-3-2020       | 1,339,851   | 38,748    | Đại dịch COVID-19 tại Bulgaria             | [ 32 ]        |
| Croatia              | 25-2-2020      | 1,309,728   | 18,687    | Đại dịch COVID-19 tại Croatia              | [ 33 ]        |
| Belarus              | 28-2-2020      | 994,037     | 7,118     | Đại dịch COVID-19 tại Belarus              | [ 34 ]        |
| Latvia               | 2-3-2020       | 982,505     | 6,715     | Đại dịch COVID-19 tại Latvia               | [ 35 ]        |
| Moldova              | 7-3-2020       | 635,145     | 12,218    | Đại dịch COVID-19 tại Moldova              | [ 36 ]        |
| Estonia              | 27-2-2020      | 628,070     | 3,001     | Đại dịch COVID-19 tại Estonia              | [ 37 ]        |
| Bosna và Hercegovina | 5-3-2020       | 403,615     | 16,388    | Đại dịch COVID-19 tại Bosna và Hercegovina | [ 38 ]        |
| Luxembourg           | 29-2-2020      | 391,232     | 1,232     | Đại dịch COVID-19 tại Luxembourg           | [ 39 ]        |
| Bắc Macedonia        | 26-2-2020      | 350,567     | 9,976     | Đại dịch COVID-19 tại Bắc Macedonia        | [ 40 ]        |
| Albania              | 8-3-2020       | 334,863     | 3,605     | Đại dịch COVID-19 tại Albania              | [ 41 ]        |
| Montenegro           | 29-1-2020      | 296,542     | 2,846     | Đại dịch COVID-19 tại Montenegro           | [ 42 ]        |
| Iceland              | 28-2-2020      | 209,906     | 229       | Đại dịch COVID-19 tại Iceland              | [ 43 ]        |
| Malta                | 7-4-2020       | 121,420     | 885       | Đại dịch COVID-19 tại Malta                | [ 44 ]        |
| Quần đảo Eo biển     | 8-3-2020       | 101,717     | 228       | Đại dịch COVID-19 tại Quần đảo Eo biển     | [ 45 ] [ 46 ] |
| Andorra              | 2-3-2020       | 48,015      | 165       | Đại dịch COVID-19 tại Andorra              | [ 47 ]        |
| Đảo Man              | 19-3-2020      | 38,008      | 116       | Đại dịch COVID-19 tại Đảo Man              | [ 48 ]        |
| Quần đảo Faroe       | 4-3-2020       | 34,658      | 28        | Đại dịch COVID-19 tại Quần đảo Faroe       | [ 49 ] [ 50 ] |
| San Marino           | 27-2-2020      | 26,185      | 128       | Đại dịch COVID-19 tại San Marino           | [ 51 ]        |
| Liechtenstein        | 3-3-2020       | 21,574      | 94        | Đại dịch COVID-19 tại Liechtenstein        | [ 52 ]        |
| Gibraltar            | 3-3-2020       | 20,550      | 113       | Đại dịch COVID-19 tại Gibraltar            | [ 53 ]        |
| Monaco               | 28-2-2020      | 17,181      | 67        | Đại dịch COVID-19 tại Monaco               | [ 54 ]        |
| Thành Vatican        | 6-3-2020       | 29          | 0         | Đại dịch COVID-19 tại Thành Vatican        | [ 55 ]        |
| Tổng số              |                | 253,406,198 | 2,101,824 |                                            |               |

Chú thích
- In nghiêng là vùng lãnh thổ hải ngoại hoặc vùng tự trị.

## Nước có ca nhiễm

### Albania

Bản đồ ổ dịch ở Albania kể từ ngày 8 tháng 3 năm 2020

Ngày 8 tháng 3, Albania xác nhận hai ca nhiễm COVID-19 đâu tiên tại nước này, đó là hai bố con du lịch trở về từ Florence, Ý.

### Andorra
Chính phủ Andorra đã ban hành một giao thức ứng phó đến mọi chuyên gia y tế trong nước, và yêu cầu những người đã hoặc định đến Trung Quốc thông báo với chính quyền.
Ngày 2 tháng 3, Andorra xác nhận ca nhiễm virus corona đầu tiên, một nam thanh niên 20 tuổi được xét nghiệm dương tính tại Bệnh viện Nuestra Señora de Meritxell. Anh từng đến Milan, Ý trước đó, và có triệu chứng nhẹ.

### Áo

Bản đồ ổ dịch ở Áo kể từ ngày 25 tháng 2 năm 2020

Ngày 25 tháng 2 năm 2020, Áo xác nhận hai ca nhiễm COVID-19 đầu tiên tại nước này, một người đàn ông và một người phụ nữ, cả hai đều 24 tuổi, đến từ Lombardy, Ý.
Ngày 27 tháng 2, một người đàn ông 72 tuổi tại Vienna xác nhận dương tính với SARS-CoV-2. Ngày 28 tháng 2, một bé trai 15 tuổi được xác nhận đã nhiễm virus corona mới.
Tính đến  ngày 3 tháng 3 năm 2020, Áo có 24 ca xác nhận đã nhiễm COVID-19.

### Hà Lan

Bản đồ dịch bệnh tại Hà Lan
(kể từ ngày 27 tháng 2 năm 2020)

Ngày 27 tháng 2, Hà Lan xác nhận ca nhiễm đầu tiên, một người đàn ông đã đến Lombardy ở Ý được đưa vào Bệnh viện Elisabeth-TweeSteden tại Tilburg. Đến ngày 29 tháng 2, có sáu ca nhiễm được xác nhận tại Hà Lan.
Tính đến  ngày 3 tháng 3 năm 2020, có 24 ca nhiễm được xác nhận tại Hà Lan.

### Hungary

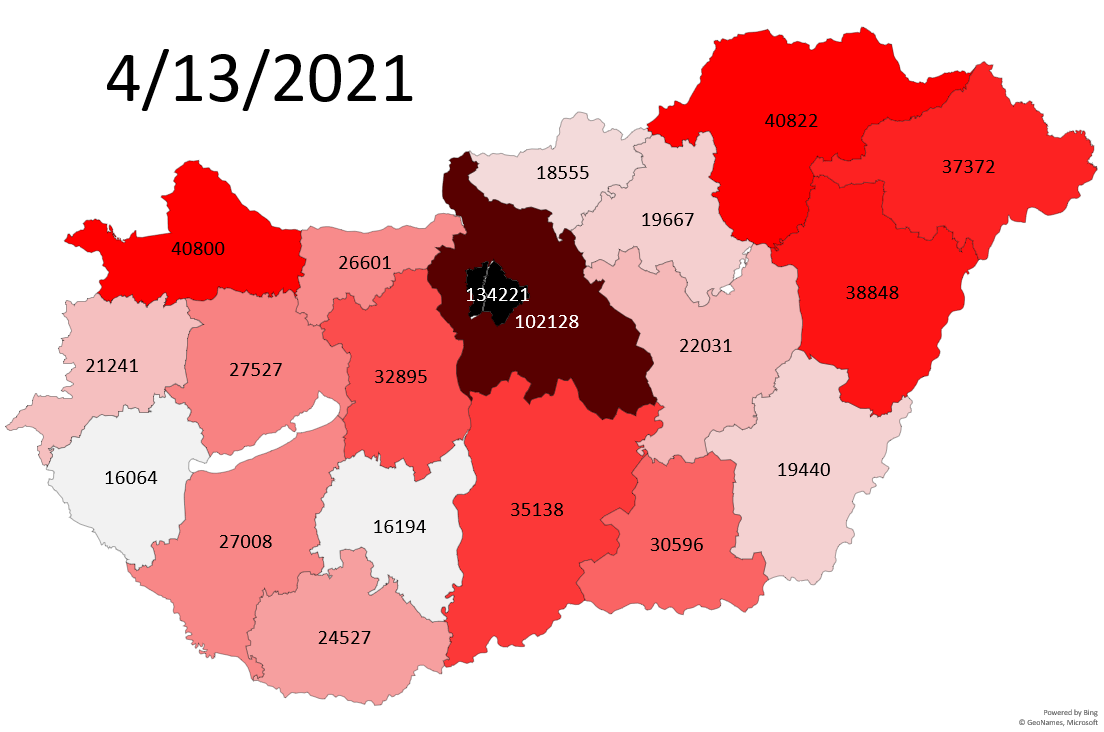
Bản đồ dịch bệnh tại Hungary
(kể từ ngày 4 tháng 3 năm 2020)

Ngày 4 tháng 3, Thủ tướng Viktor Orbán xác nhận ca nhiễm COVID-19 đầu tiên tại nước này và được đưa vào điều trị tại Bệnh viện Saint Ladislaus ở Budapest.

### Ba Lan

Bản đồ ổ dịch ở Ba Lan kể từ ngày 23 tháng 11 năm 2020

Xét nghiệm, cách ly tại nhà và theo dõi là những biện pháp được giới chức y tế Ba Lan sử dụng rộng rãi vào tháng 2 năm 2020. Ngày 4 tháng 3, ca nhiễm đầu tiên được xác nhận tại Ba Lan, một người đàn ông nhập viện ở thành phố Zielona Góra.

### Bắc Macedonia

Bản đồ dịch bệnh tại Bắc Macedonia kể từ ngày 26 tháng 2 năm 2020

Ngày 26 tháng 2, Bắc Macedonia xác nhận ca nhiễm đầu tiên, một người phụ nữ dương tính với SARS-CoV-2 tại Phòng khám Bệnh Truyền nhiễm, Skopje. Cô ở Ý trong vòng một tháng và đã bị ốm suốt hai tuần. Sau khi trở về Bắc Macedonia, cô ngay lập tức thông báo cho phòng khám.

### Belarus

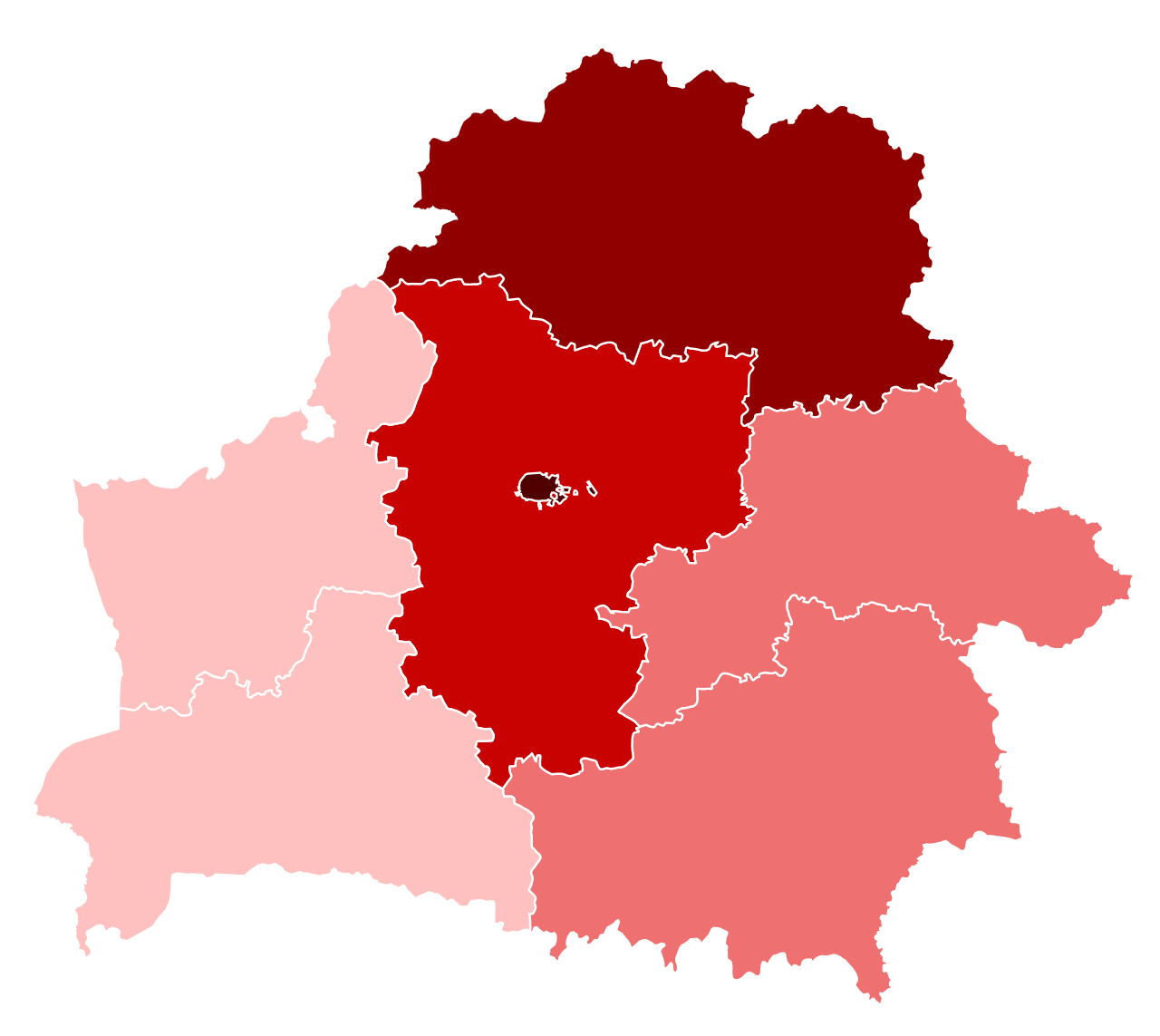
Bản đồ dịch bệnh tại Belarus
(kể từ ngày 28 tháng 2)

Ngày 28 tháng 2, Belarus thông báo ca nhiễm đầu tiên. Một học sinh từ Iran được xét nghiệm dương tính ngày 27 tháng 2 và được điều trị tại bệnh viện ở Minsk. Người này đến Belarus bằng máy bay từ Baku ngày 22 tháng 2.
Tính đến  ngày 3 tháng 3 năm 2020, có ba ca nhiễm được xác nhận tại Belarus.

### Bỉ

Bản đồ dịch bệnh tại Bỉ
(kể từ ngày 15 tháng 6 năm 2020)

Ngày 1 tháng 2, người dân Bỉ sống tại Hồ Bắc được trở về nước bằng những chuyến bay sơ tán hạ cánh tại Sân bay Quân sự Melsbroek ở Brussels, rồi được cách ly và xét nghiệm tại một bệnh viện quân sự. Những người dương tính với SARS-CoV-2 được chuyển đến Bệnh viện Quân sự Neder-over-Heembeek, nơi họ phải cách ly 14 ngày.
Ngày 29 tháng 1, Bỉ đưa ra khuyến cáo người dân tránh mọi chuyến bay không cần thiết đến Trung Quốc, trừ Hồng Kông, với một số công ty du lịch hủy mọi chuyến bay đến Trung Quốc. Hoạt động mừng Tết âm lịch tại Đại học Leuven bị hủy bỏ.
Ngày 4 tháng 2, Bỉ xác nhận ca nhiễm đầu tiên. Bệnh nhân là một người đàn ông 54 tuổi không biểu hiện triệu chứng, và là một trong chín công dân Bỉ trở về từ Trung Quốc. Tất cả chín người đều được cách ly tại Bệnh viện Saint-Pierre ở Brussels.. Ngày 15 tháng 2, bệnh nhân duy nhất này được xuất viện.
Tính đến  ngày 3 tháng 3 năm 2020, có 15 ca nhiễm được xác nhận tại Bỉ.

### Bồ Đào Nha

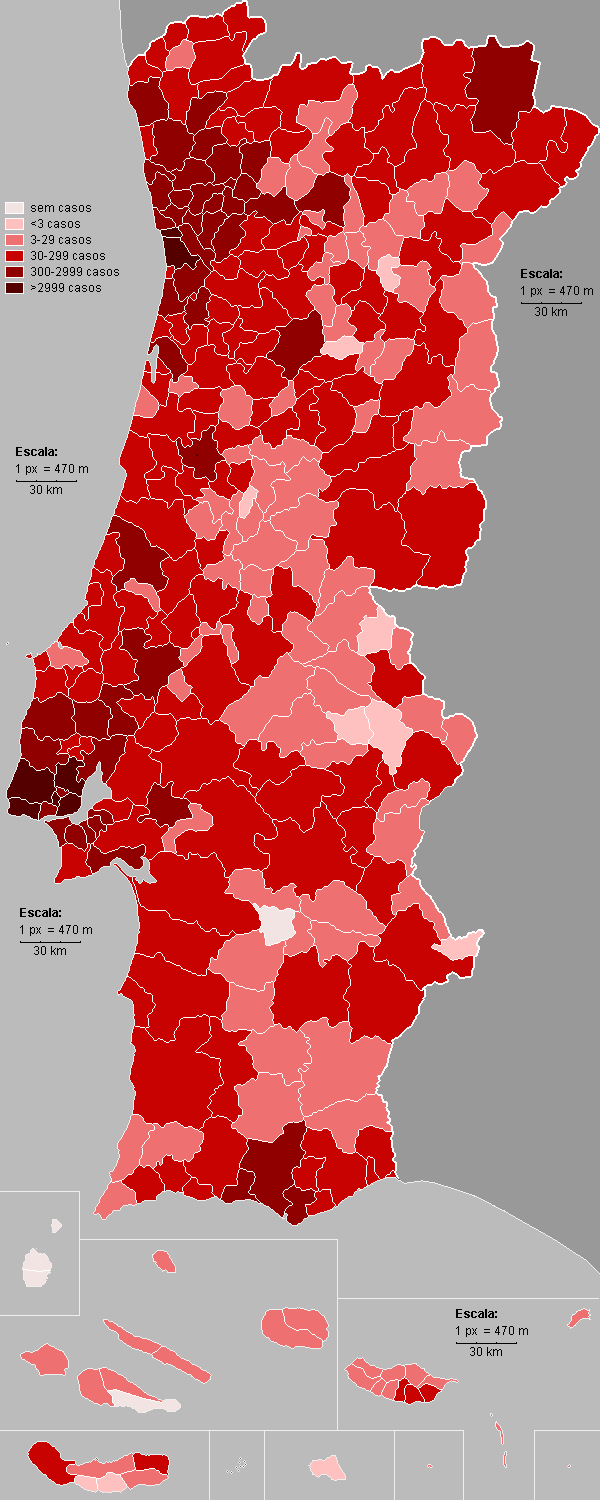
Bản đồ dịch bệnh tại Bồ Đào Nha
(kể từ ngày 2 tháng 3 năm 2020)

Ngày 2 tháng 3, hai ca nhiễm đầu tiên được xác nhận tại Bồ Đào Nha, cả hai đều ở thành phố Porto. Một người là một bác sĩ trở về từ chuyến du lịch ở Bắc Ý, người kia là một lao động từ Tây Ban Nha.
Ngày 3 tháng 3, hai ca nhiễm mới được xác nhận, gồm một người đàn ông 60 tuổi tại Bệnh viện Saint John, Porto và một người đàn ông 37 tuổi tại Bệnh viện Curry Cabral, Lisbon.
Tính đến  ngày 3 tháng 3 năm 2020, có bốn ca nhiễm được xác nhận tại Bồ Đào Nha.

### Bosna và Hercegovina

Bản đồ dịch bệnh tại Bosna và Hercegovina
(kể từ ngày 5 tháng 3 năm 2020)

Ngày 5 tháng 3, Bosna và Hercegovina xác nhận ca nhiễm COVID-19 đầu tiên tại nước này, đó là một người đàn ông ở Banja Luka, du lịch trở về từ Ý.

### Bulgaria

Bản đồ dịch bệnh tại Bulgaria
(kể từ ngày 15 tháng 7 năm 2020)

Ngày 8 tháng 3, Bulgaria xác nhận hai ca nhiễm COVID-19 đầu tiên tại nước này, đó là một người đàn ông 27 tuổi ở Pleven và một người phụ nữ 75 tuổi ở Gabrovo.

### Croatia

Bản đồ dịch bệnh tại Croatia kể tư ngày 25 tháng 2 năm 2020

Ngày 25 tháng 2, Croatia xác nhận ca nhiễm đầu tiên. Một người đàn ông 26 tuổi đã đến Milan, Ý từ ngày 19 đến 21 tháng 2 xét nghiệm dương tính và được điều trị tại Bệnh viện Bệnh truyền nhiễm Dr.Fran Mihaljević tại Zagreb. Ngày 26 tháng 2, hai ca nhiễm mới được xác nhận. Ca thứ hai là cậu em trai sinh đôi với ca nhiễm đầu tiên, và được điều trị cũng tại bệnh viện đó. Ca thứ ba là một người đàn ông Croatia làm việc tại Parma, Ý. Anh được điều trị tại Rijeka.
Tính đến  ngày 3 tháng 3 năm 2020, có chín ca nhiễm được xác nhận tại Croatia.

### Cộng hòa Séc

Bản đồ dịch bệnh tại Cộng Hòa Séc kể tư ngày 1 tháng 3 năm 2020

Ngày 1 tháng 3, Bộ trưởng Y tế Adam Vojtěch xác nhận có ba ca nhiễm COVID-19 trong nước, đang được điều trị tại Bệnh viện Bulovka ở Praha. Cả ba ca nhiễm đều liên quan đến miền bắc nước Ý.
Tính đến  ngày 3 tháng 3 năm 2020, có năm ca nhiễm được xác nhận tại Cộng hòa Séc.

### Đan Mạch

Bản đồ dịch bệnh tại Đan Mạch
(kể từ ngày 27 tháng 1 năm 2020)

Ngày 27 tháng 2, Đan Mạch xác nhận ca nhiễm đầu tiên, một người đàn ông từ Roskilde dương tính với SARS-CoV-2 tại Bệnh viện Đại học Zealand. Anh đã trượt tuyết ở Ý và trờ về Đan Mạch ngày 24 tháng 2. Anh có triệu chứng nhẹ và được cách ly tại nhà.

Tính đến  ngày 3 tháng 3 năm 2020, có mười ca nhiễm được xác nhận tại Đan Mạch.

### Đức

Bản đồ dịch bệnh tại Đức
(kể từ ngày 27 tháng 1 năm 2020)

Ngày 27 tháng 1, ca nhiễm đầu tiên được xác nhận tại Đức. Hầu hết trong 19 ca nhiễm COVID-19 vào tháng 1 và đầu tháng 2 bắt nguồn từ trụ sở Webasto tại Bavaria. Tổng cộng có 14 nhân viên và người thân xác nhận dương tính và được điều trị tại Bệnh viện Schwabing ở Munich. Ngày 25 và 16 tháng 2, ba người xét nghiệm dương tính và được điều trị tại Göppingen và Tübingen. Một số ca nhiễm mới, không liên quan đến ổ dịch ở Ý, xuất hiện ở các bang Baden-Württemberg, Bắc Rhine-Westphalia và Rhineland-Palatinate. Một tụ điểm hình thành tại Heinsberg được cho là do Lễ hội Gangeler.
Tính đến  ngày 4 tháng 7 năm 2020, Viện Robert Koch thống kê được đã có tổng cộng 196.096 ca nhiễm được xác nhận, trong đó khoảng 181.300 ca đã phục hồi và 9010 ca tử vong.
Tính đến 12 tháng Bảy, Đức có 198.804 ca trong đó 9.063 đã chết. Các bang nhiều ca nhất: Bayern	49.204 ca; Nordrhein-Westfalen 44.915 ca; Baden-Württemberg 36.041 ca; Niedersachsen 13.804 ca; Hessen 11.162 ca; Berlin 8.637 ca;...

### Estonia

Bản đồ dịch bệnh tại Estonia
(kể từ ngày 27 tháng 1 năm 2020)

Ngày 27 tháng 2, Estonia thông báo ca nhiễm đầu tiên, một công dân Iran với quyền cư trú tại Estonia vô thời hạn và được điều trị tại Bệnh viện Trung tâm Lääne-Tallinn. Người này cất cánh từ Iran rồi quá cảnh tại Thổ Nhĩ Kỳ để đến Riga, Latvia, nơi anh bắt xe buýt đến Tallinn. Trong chuyến đi, anh không biểu hiện bất kỳ triệu chứng nào.
Ngày 3 tháng 3, người thứ hai xác nhận dương tính với virus. Bệnh nhân về nước ngày 29 tháng 2 từ Bergamo, Ý qua Sân bay Riga.
Tính đến  ngày 3 tháng 3 năm 2020, có hai ca nhiễm được xác nhận tại Estonia.

### Hy Lạp

Bản đồ dịch bệnh tại Hy Lạp
(kể từ ngày 26 tháng 2 năm 2020)

Ngày 26 tháng 2, ca nhiễm đầu tiên tại Hy Lạp được xác nhận. Một người phụ nữ 38 tuổi từ Thessaloniki, từng đến Bắc Ý, dương tính với COVID-19 và được điều trị tại Bệnh viện Đại học AHEPA. Gia đình cô, cũng như những người đã tiếp xúc gần với cô, tình nguyện cách ly họ. Ngày 27 tháng 2, cô con gái 9 tuổi của cô xét nghiệm dương tính và được điều trị tại cùng bệnh viện.
Ngày 27 tháng 2, một người phụ nữ 40 tuổi từng du lịch tại Ý đã xét nghiệm dương tính và được điều trị tại Bệnh viện Đa khoa Đại học Attikon.
Tính đến  ngày 3 tháng 3 năm 2020, có 7 ca nhiễm được xác nhận tại Hy Lạp.

### Iceland

Bản đồ dịch bệnh tại Iceland
(kể từ ngày 28 tháng 2 năm 2020)

Ngày 24 tháng 1, giới chức y tế ICeland thông báo những biện pháp phòng ngừa để ngăn chặn sự lây lan của SARS-CoV-2. Hành khách cập bến tại Sân bay Quốc tế Keflavík với dấu hiệu của bệnh hô hấp và những người từng ở Vũ Hán trong 14 ngày trước đó được kiểm tra y tế tại sân bay.
Ngày 28 tháng 2, Iceland xác nhận ca nhiễm COVID-19 đầu tiên, một người đàn ông Iceland trong độ tuổi 40, người đã từng đi trượt tuyết ở Andalo, miền Bắc nước Ý và về nhà ngày 22 tháng 2; khi ông biểu hiện triệu chứng, ông được cách ly tại bệnh viện Landspítali ở Reykjavík. Sau đó, Ủy ban Quốc gia Cảnh sát Iceland tuyên bố tình trạng Báo động.
Tính đến  ngày 4 tháng 3 năm 2020, có 16 ca nhiễm và một ca hồi phục được xác nhận tại Iceland.

### Ireland

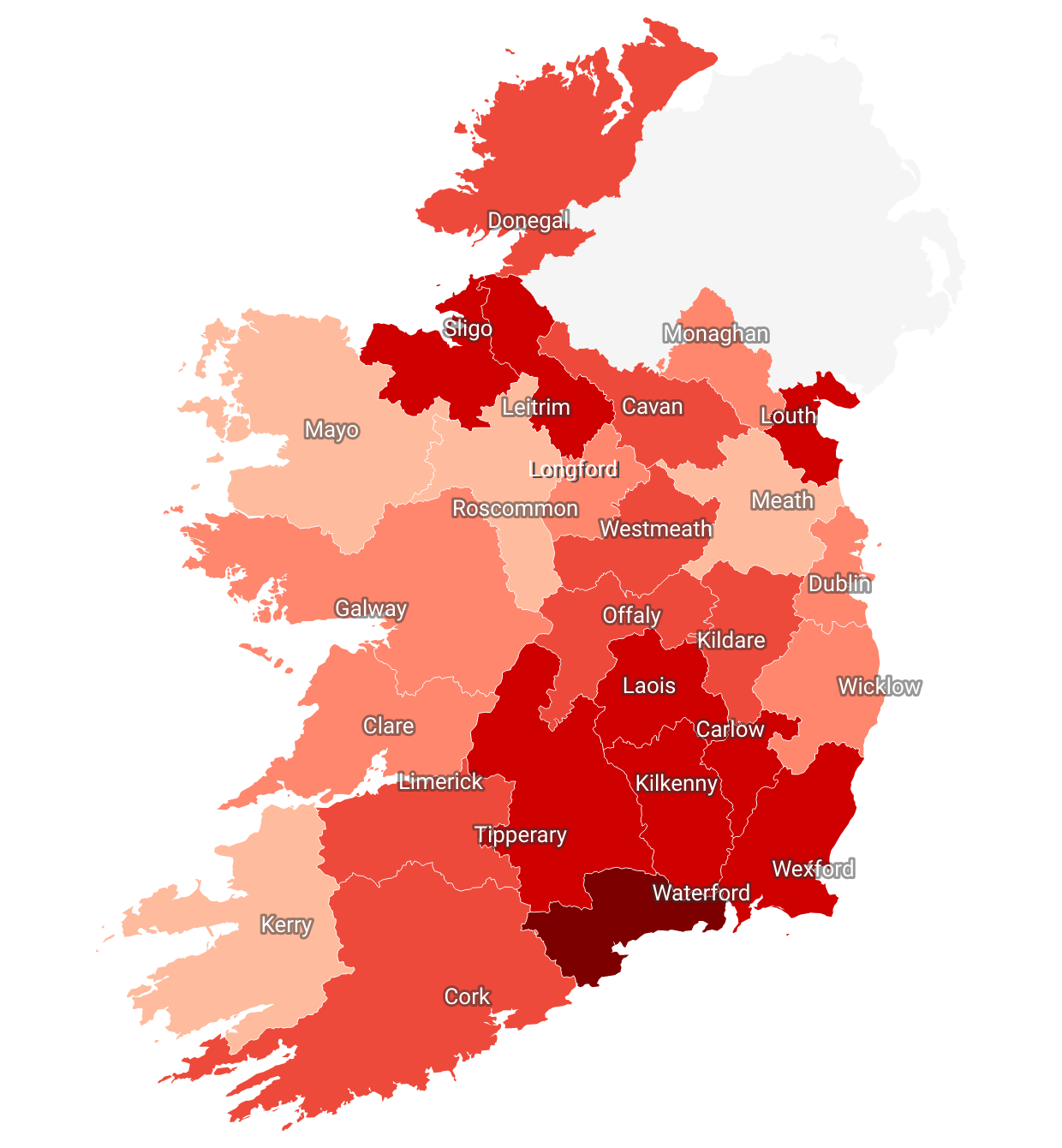
Bản đồ dịch bệnh tại Ireland
(kể từ ngày 29 tháng 2 năm 2020)

Trung tâm Giám sát Bảo vệ Sức khỏe thông báo ngày 29 tháng 2 rằng ca nhiễm đầu tiên tại Ireland được xác nhận. Bệnh nhân là một người đàn ông vừa trở về từ miền Bắc nước Ý.
Tính đến  ngày 3 tháng 3 năm 2020, có 2 ca nhiễm được xác nhận tại Ireland.

### Latvia

Bản đồ dịch bệnh tại Latvia
(kể từ ngày 2 tháng 3 năm 2020)

Từ ngày 28 tháng 1, Sân bay Quốc tế Riga bắt đầu kiểm tra hành khách đến từ Vũ Hán.
Ngày 2 tháng 3, Bộ Y tế Latvia xác nhận ca nhiễm COVID-19 đầu tiên tại nước này. Bệnh nhân là một người phụ nữ, bay từ Milan đến Munich rồi tới Riga ngày 29 tháng 2.
Tính đến  ngày 3 tháng 3 năm 2020, có một ca nhiễm được xác nhận tại Latvia.

### Liechtenstein

Bản đồ dịch bệnh tại Liechtenstein
(kể từ ngày 23 tháng 3 năm 2020)

Ngày 3 tháng 3, ca dương tính đầu tiên được xác nhận tại Liechtenstein. Bộ Y tế thông báo rằng người thanh niên này đã tiếp xúc với một bệnh nhân tại Thụy Sĩ và đến bệnh viện dưới dạng ca nghi nhiễm.
Có 14 ca nghi nhiễm đã được xét nghiệm tại bệnh viện quốc gia. 13 người cho kết quả âm tính và có thể được trở về nhà.
Tính đến  ngày 3 tháng 3 năm 2020, có một ca nhiễm được xác nhận tại Liechtenstein.

### Litva

Bản đồ dịch bệnh tại Litva
(kể từ ngày 28 tháng 2 năm 2020)

Từ ngày 25 tháng 1 năm 2020, Trung tâm Y tế Công cộng Quốc gia kiểm tra những người đến và đi Trung Quốc tại ba sân bay của Litva. On 26 February, Lithuania declared a state of emergency as a preventive measure against the spread of COVID-19.
Ngày 28 tháng 2, Litva xác nhận ca nhiễm COVID-19 đầu tiên, một phụ nữ 39 tuổi đến Kaunas từ Verona, Ý. Cô được đưa vào bệnh viện ở Šiauliai.
Tính đến  ngày 3 tháng 3 năm 2020, có một ca nhiễm được xác nhận tại Litva.

### Luxembourg

Bản đồ dịch bệnh tại Luxembourg
(kể từ ngày 29 tháng 2 năm 2020)

Bộ Y tế của Luxembourg đã xác nhận trường hợp đầu tiên tại Luxembourg vào 29-2-2020 Bệnh nhân là một người đàn ông trở về Ý từ Charleroi, Bỉ. Bệnh nhân đã báo lại cho Sanitary Inspection Unit và được cách ly tại Centre Hospitalier de Luxembourg ở Luxembourg City.
Tính đến  ngày 3 tháng 3 năm 2020, có một ca nhiễm được xác nhận tại Luxembourg.

### Malta
Ngày 7 tháng 3, Malta xác nhận ba ca nhiễm COVID-19 đầu tiên tại nước này, đó là ba trường hợp trong một gia đình du lịch trở về từ Roma và Trentino, Ý.

### Moldova

Bản đồ dịch bệnh tại Moldova
(kể từ ngày 7 tháng 3 năm 2020)

Ngày 7 tháng 3, Moldova xác nhận ca nhiễm COVID-19 đầu tiên tại nước này, đó là một phụ nữ 48 tuổi du lịch trở về từ Ý.

### Monaco

Bản đồ dịch bệnh tại Monaco
(kể từ ngày 29 tháng 2 năm 2020)

Ngày 29 tháng 2, Monaco thông báo ca nhiễm đầu tiên, một người đàn ông được điều trị tại Trung tâm Bệnh viện Princess Grace rồi được chuyển đến Bệnh viện Đại học Nice tại Pháp.

### Montenegro

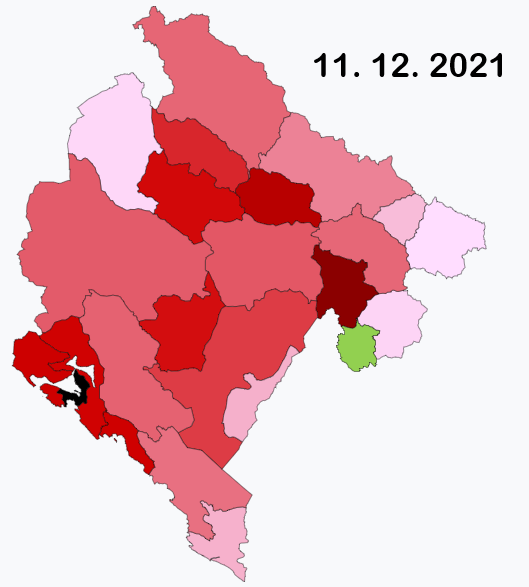
Bản đồ dịch bệnh tại Montenegro
(kể từ ngày 17 tháng 3 năm 2020)

Ngày 17 tháng 3, Montenegro xác nhận ca nhiễm COVID-19 đầu tiên tại nước này, đồng thời cũng là quốc gia châu Âu cuối cùng có ca mắc bệnh.

### Na Uy

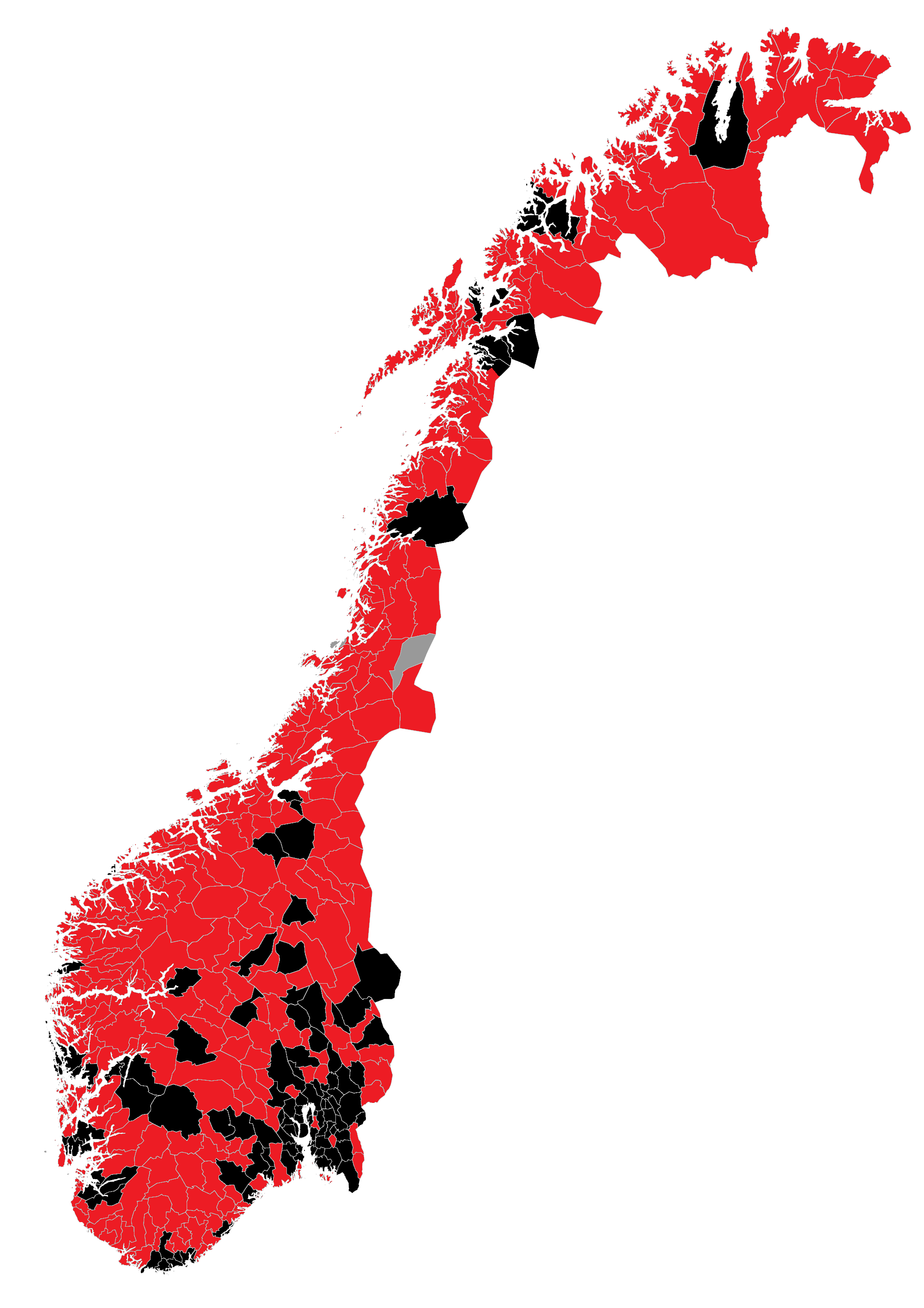
Bản đồ dịch bệnh tại Na Uy
(kể từ ngày 26 tháng 1 năm 2020)

Ngày 26 tháng 2, Na Uy xác nhận ca nhiễm COVID-19 đầu tiên.Viện Y tế Cộng đồng Na Uy thông báo rằng một người phụ nữ xét nghiệm dương tính với SARS-CoV-2 sau khi trở về từ Trung Quốc. Cô không có triệu chứng và cách ly tại nhà ở Tromsø.
Ngày 27 tháng 2, thêm ba người xác nhận dương tính với SARS-CoV-2. Hai người sống ở Oslo và được cho là nhiễm bệnh từ Ý. Người còn lại sống tại Bærum và được cho là liên quan đến Iran.
Đến ngày 29 tháng 2, có 15 ca nhiễm được xác nhận tại Na Uy.
Tính đến  ngày 3 tháng 3 năm 2020, có 33 ca nhiễm được xác nhận tại Na Uy.

### Nga

Bản đồ ổ dịch ở Nga kể từ ngày 31 tháng 1 năm 2020

Ngày 31 tháng 1, hai ca nhiễm đầu tiên được xác nhận, một người ở Tyumen Oblast, người kia ở Zabaykalsky Krai. Cả hai đều là công dân Trung Quốc, và đã hồi phục.
Ngày 26 tháng 2, ba ca nhiễm mới được xác nhận trong số những người đến từ tàu Diamond Princess tại Kazan, Tatarstan.
Ngày 28 tháng 2, Moskva thông báo sẽ trục xuất 88 người ngoại quốc vì vi phạm phương thức cách ly.

### Phần Lan

Bản đồ dịch bệnh tại Phần Lan
(kể từ ngày 23-28 tháng 1 năm 2020)

Ngày 28 tháng 1, Phần Lan xác nhận ca nhiễm COVID-19 đầu tiên. Một người phụ nữ Trung Quốc 32 tuổi từ Vũ Hán được xét nghiệm tại Ivalo và dương tính với virus corona. Cô được cách ly tại Bệnh viện Trung tâm Lapland ở Rovaniemi. Người phụ nữ hồi phục và được xuất viện ngày 5 tháng 2 sau khi xét nghiệm âm tính trong hai ngày liên tiếp.
Ngày 30 tháng 1, quan chức y tế Phần Lan ước tính rằng có đến 24 người đã tiếp xúc với virus. Ngày 5 tháng 2, ba trong số những người có thể tiếp xúc đã rời nước; mười bốn trong số 21 người còn lại đã được cách ly, và dự kiến sẽ được thả vào cuối tuần tiếp theo.
Ngày 26 tháng 2, Phần Lan xác nhận ca nhiễm thứ hai, một người phụ nữ Phần Lan đã đến Milan và trở về ngày 22 tháng 2, được xét nghiệm dương tính tại Bệnh viện Đại học Trung tâm Helsinki.
Ngày 28 tháng 2, một người phụ nữ Phần Lan từng du lịch tại miền Bắc nước Ý, xác nhận dương tính bởi Bệnh viện quận Helsinki và Uusimaa, đồng thời được cách ly ở nhà.
Tính đến  ngày 3 tháng 3 năm 2020, có bảy nhiễm được xác nhận tại Phần Lan.

### Pháp

Bản đồ dịch bệnh tại Pháp
(kể từ ngày 24 tháng 1 năm 2020)

Ngày 24 tháng 1, ca nhiễm đầu tiên tại châu Âu được xác nhận tại Bordeaux, Pháp. Hai ca nữa được xác nhận tại Paris cùng ngày, tất cả đều từ Trung Quốc. Một tụ điểm truyền nhiễm được phát hiện tại Haute-Savoie bắt nguồn từ một công dân Anh từng đến Singapore.
Từ ngày 31 tháng 1 đến ngày 9 tháng 2, gần 550 người trở về nước từ Vũ Hán trên những chuyến bay sơ tán hạ cánh tại Căn cứ Không quân Creil ở Oise và Căn cứ Không quân Istres-Le Tubé ở Istres.
Ngày 14 tháng 2, một du khách 80 tuổi người Trung Quốc qua đời tại Hôpital Bichat, Paris, và là ca tử vong do COVID-19 tại Pháp và châu Âu.
Ngày 26 tháng 2, một giáo viên 26 tuổi người Pháp từ Picardy qua đời tại Bệnh viện Pitié-Salpêtrière, Paris. Ông mất trong đêm sau khi được chuyển đến Paris từ Creil, nơi ông được điều trị trong tình trạng nguy kịch suốt 6 ngày.
Tính đến  ngày 3 tháng 3 năm 2020, có 212 ca nhiễm được xác nhận, bốn ca tử vong và 12 ca đã phục hồi tại Pháp.
Tính đến 12 tháng Bảy, Pháp có 170.752 ca; 30.004 đã chết; các tỉnh nhiều ca đang nhập viện: Île-de-France  (39.145 ca); Grand Est (16,892 ca); Auvergne-Rhône-Alpes (9,994 ca); Hauts-de-France (9,191 ca)...; nếu tính tổng số ca thì nhiều nhất là Île-de-France hơn 62.200 ca; Grand Est hơn 26.700 ca; Auvergne-Rhône-Alpes hơn 15.800 ca...(21 tháng Bảy).

### România

Bản đồ dịch bệnh tại România
(kể từ ngày 26 tháng 2 năm 2020)

Ngày 21 tháng 2, theo sau đợt bùng phát COVID-19 tại Ý, chính phủ România yêu cầu cách ly 14 ngày đối với công dân trở về từ vùng có dịch. Tính đến ngày 28 tháng 2, có 182 người bị cách ly, và 8.231 người được theo dõi tại nhà.
Ngày 26 tháng 2, România xác nhận ca nhiễm đầu tiên, một người đàn ông từ Prigoria, Gorj, xác nhận dương tính với SARS-CoV-2 sau khi tiếp xúc với một người đàn ông Ý 71 tuổi từ Cattolica. Bệnh nhân này được điều trị tại Viện Bệnh truyền nhiễm Quốc gia ở thủ đô Bucharest. Ngày 2 tháng 3, bệnh nhân này đã hồi phục, nhưng vẫn chưa được rời bệnh viện do gia đình vẫn còn đang bị cách ly.Hai ngày sau, người đàn ông này được days later, the man was retested and he no longer had the virus. He would be discharged if a second test was negative.
Ngày 28 tháng 2, hai ca nhiễm mới được xác nhận, đều là công dân România. Một người đàn ông 45 tuổi từ Maramureș được điều trị tại Phòng khám Bệnh truyền nhiễm rồi được chuyển đến Cluj. Một người phụ nữ 28 tuổi, trở về từ Bergamo, Ý, xét nghiệm dương tính và được điều trị tại một bệnh viện ở Timișoara.
Tính đến  ngày 3 tháng 3 năm 2020, có bốn ca nhiễm được xác nhận tại România.

### San Marino
Ngày 27 tháng 2, San Marino xác nhận ca nhiễm đầu tiên, một người đàn ông 88 tuổi đến từ Ý. Ông được điều trị tại Bệnh viện Rimini, Ý, do San Marino không có đủ nguồn lực y tế. Ngày 1 tháng 3, bệnh nhân này đã qua đời.
Ngày 1 tháng 3, bảy ca nhiễm mới được xác nhận tại San Marino, bốn người được điều trị tại Bệnh viện San Marino.
Ngày 2 tháng 3, hai ca nhiễm mới được xác nhận, đưa tổng số ca lên 10, gồm năm nam và năm nữ. 98 người đang bị cách ly, tất cả trong độ tuổi từ 68 đến 92.
Tính đến  ngày 3 tháng 3 năm 2020, có 10 ca nhiễm được xác nhận và 1 ca tử vong tại San Marino.

### Serbia

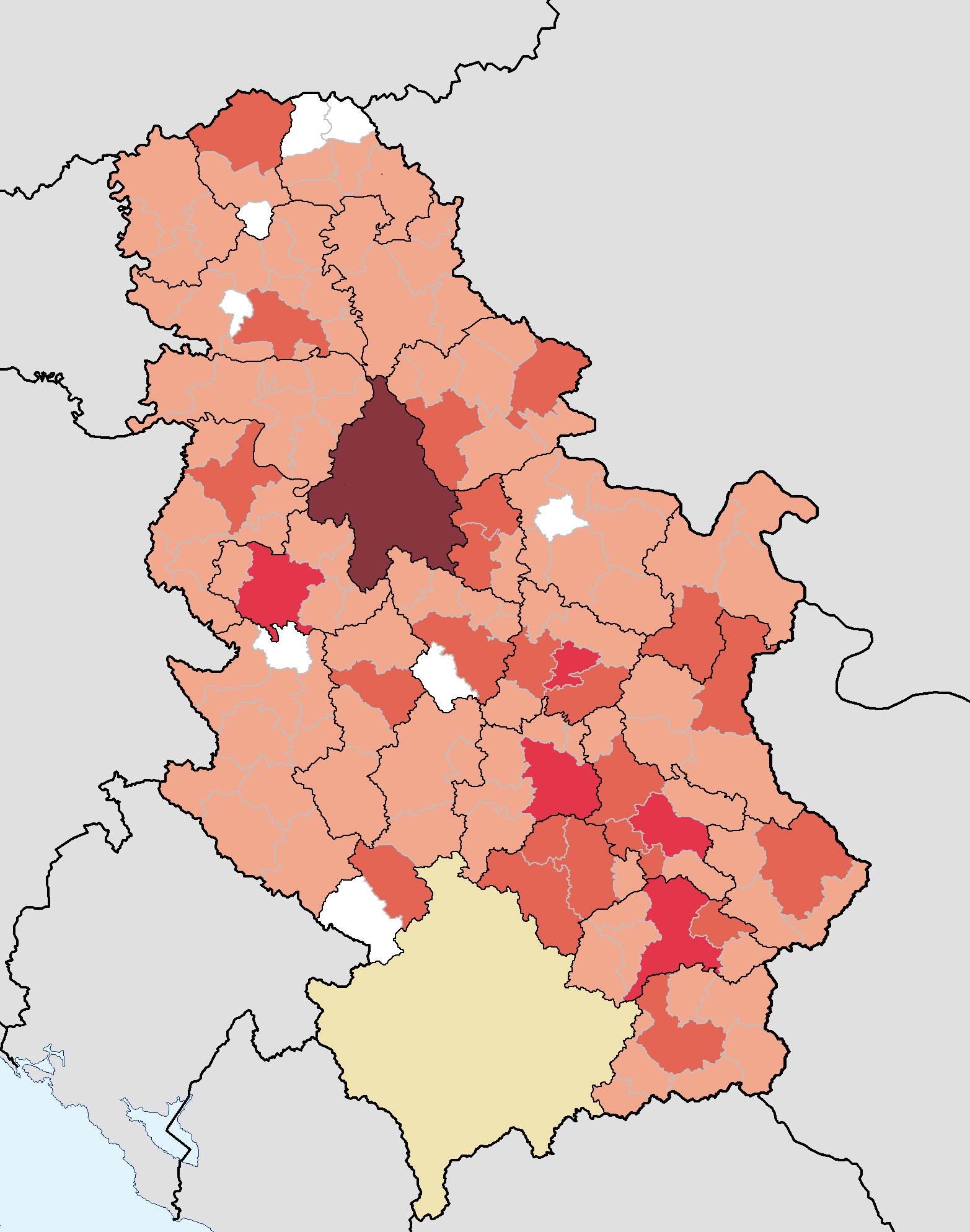
Bản đồ ổ dịch ở Serbia kể từ ngày 6 tháng 3 năm 2020

Ngày 6 tháng 3, Serbia xác nhận ca nhiễm COVID-19 đầu tiên tại nước này, đó là một người đàn ông du lịch trở về từ Budapest.

### Slovakia

Bản đồ ổ dịch ở Slovakia kể từ ngày 6 tháng 3 năm 2020

Ngày 6 tháng 3, Slovakia xác nhận ca nhiễm COVID-19 đầu tiên tại nước này, đó là một người đàn ông 52 tuổi du lịch trở về từ Venice, Ý.

### Slovenia

Bản đồ ổ dịch ở Slovenia kể từ ngày 4 tháng 3 năm 2020

Ngày 4 tháng 3, Slovenia xác nhận ca nhiễm COVID-19 đầu tiên tại nước này, đó là một người đàn ông 60 tuổi du lịch trở về từ Maroc và Ý.

### Tây Ban Nha

Bản đồ ổ dịch ở Tây Ban Nha kể từ ngày 31 tháng 1 năm 2020

Ngày 31 tháng 1, Tây Ban Nha xác nhận ca nhiễm đầu tiên, tại Đảo Canary của La Gomera. Một du khác từ Đức xét nghiệm dương tính và được đưa vào Bệnh viện Đại học Nuestra Señora de Candelaria.
Ngày 24 tháng 2, một bác sĩ từ Lombardy, Ý đang du lịch tại Tenerife, xét nghiệm dương tính với virus. Sau đó, nhiều ca nhiễm mới được phát hiện Tenerife gồm những người đã tiếp xúc với vị bác sĩ. Những ca khác liên quan đến những người đi du lịch tại Ý cũng được phát hiện.
Ngày 3 tháng 3, Tây Ban Nha xác nhận ca tử vong đầu tiên do virus corona. Bệnh nhân qua đời ngày 13 tháng 2 tại Bệnh viện Arnau, cộng đồng Valencia, và chỉ được xác nhận sau khi khám nghiệm tử thi.
Tính đến  ngày 3 tháng 3 năm 2020, có 165 ca nhiễm được xác nhận, một ca tử vong và hai ca hồi phục tại Tây Ban Nha.

### Thành Vatican
Thành Vatican xác nhận có ca nhiễm đầu tiên vào ngày 5 tháng 3, nhưng họ không công bố bệnh nhân thuộc giới giáo sĩ, giáo dân, nhân viên hay là một khách hành hương. Trước đó, Vatican tuyên bố Giáo hoàng Phanxicô âm tính trong đợt xét nghiệm sau khi ông có những dấu hiệu không khỏe.

### Thụy Điển

Bản đồ ổ dịch ở Thụy Điển kể từ ngày 24 tháng 1 năm 2020

Ngày 31 tháng 1, Thụy Điển xác nhận ca nhiễm đầu tiên, một người phụ nữ trong độ tuổi 20 từng đến Vũ Hán, xét nghiệm dương tính và được điều trị tại Bệnh viện Hạt Ryhov tại Jönköping.
Ngày 26 tháng 2, sau đợt bùng phát virus corona ở Ý và Iran, các tụ điểm nhiễm bệnh từ hai quốc gia này xuất hiện tại Thụy Điển. Một số người tại Västra Götaland, Jönköping, Stockholm, Uppsala xét nghiệm dương tính và được điều trị tại bệnh viện của hạt.
Tính đến  ngày 3 tháng 3 năm 2020, có 30 ca nhiễm được xác nhận và một ca hồi phục tại Thụy Điển.
Tính đến 13 tháng Bảy, Thụy Điển có 75.179 ca, 5.566 đã chết, các vùng nhiều ca nhất: Stockholm có 21907 ca, Västra Götaland có 16.650 ca; Jönköping có 4.422 ca...

### Thụy Sĩ

Bản đồ ổ dịch ở Thụy Sĩ kể từ ngày 25 tháng 2 năm 2020

Ngày 25 tháng 2, Thụy Sĩ xác nhận ca nhiễm đầu tiên, một người đàn ông 70 tuổi từ Ticino giáp ranh Ý và đã từng đến Milan. Sau đó, nhiều ca nhiễm liên quan đến Ý bắt đầu được phát hiện tại nhiều bang ở bao gồm Basel, Zürich và Graubünden. Nhiều ca riêng lẻ không liên quan đến Ý cũng được xác nhận.
Ngày 28 tháng 2, Hội đồng Liên bang ra lệnh cấm tất cả sự kiện cá nhân và công cộng có hơn 1.000 người tham gia. Các sự kiện bị hủy bỏ bao gồm Triển lãm mô tô Geneva, với hơn 660.000 người tham gia năm 2018, Bern Carnival và Basel Carnival.
Tính đến  ngày 3 tháng 3 năm 2020, có 61 ca nhiễm được xác nhận và hai ca hồi phục tại Thụy Sĩ.

### Ukraina

Bản đồ ổ dịch ở Ukraina kể từ ngày 3 tháng 3 năm 2020

Ngày 4 tháng 2, Hãng hàng không Quốc tế Ukraina dừng các chuyến bay đến sân bay quốc tế Phượng Hoàng Tam Á tại Hải Nam, Trung Quốc. Ngày 24 tháng 2, sân bay quốc tế Boryspil và sân bay quốc tế Zhulyany Kiev đáng lẽ phải trang bị quy trình đo thân nhiệt cho khách du lịch từ Ý, nhưng nhân viên hoặc thiếu máy đo hoặc phớt lờ quy định.
Ngày 3 tháng 3, Ukraina thông báo ca nhiễm virus corona đầu tiên, một người đàn ông từ Ý đến România bằng máy bay, sau đó đi xe hơi đến Ukraina.
Tính đến  ngày 3 tháng 3 năm 2020, có một ca nhiễm được xác nhận tại Ukraina.

### Vương quốc Anh

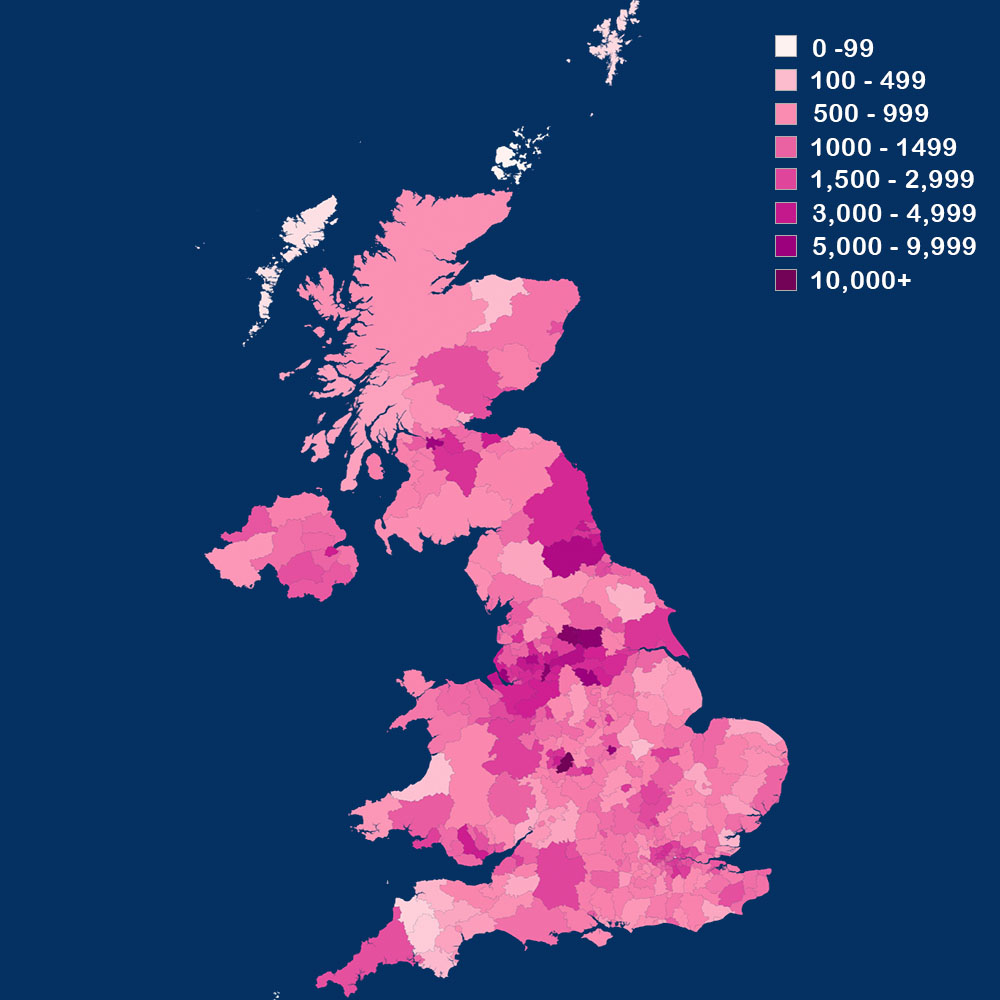
Bản đồ ổ dịch ở Vương quốc Anh kể từ ngày 31 tháng 1 năm 2020

Ngày 31 tháng 1, Anh xác nhận hai ca nhiễm đầu tiên, đều là gia đình người Trung Quốc ở tại một khách sạn tại York và được điều trị tại cơ sở chuyên khoa ở Newcastle upon Tyne. Sau đó, một số ca nhiễm được phát hiện ở nhiều vùng như Brighton, Bắc Ireland và Wales.
Chính phủ Anh thực hiện một số biện pháp phòng ngừa để ngăn chặn sự lây lan của dịch bệnh bao gồm truy tìm tiếp xúc, cách ly và xét nghiệm. Dịch vụ Y tế Quốc gia (NHS) cho lập những điểm xét nghiệm drive-through tại một số bệnh viện.
Tính đến  ngày 3 tháng 3 năm 2020, có 51 ca nhiễm được xác nhận tại Vương quốc Anh.

### Ý

Bản đồ ổ dịch ở Ý kể từ ngày 31 tháng 1 năm 2020

Ngày 31 tháng 1, hai ca nhiễm COVID-19 đầu tiên được xác nhận ở Rome. Hai du khách Trung Quốc, đến Milan ngày 23 tháng 1 qua Sân bay quốc tế Malpensa và tới Rome trên một chiếc xe buýt du lịch, xét nghiệm dương tính và được điều trị tại Lazzaro Spallanzani National Institute for Infectious Diseases.
Ngày 6 tháng 2, một trong số những công dân Ý trở về từ Vũ Hán xét nghiệm dương tính, đưa tổng số ca tại Ý lên ba. Ngày 22 tháng 2, người này khỏi bệnh và được xuất viện.
Ngày 21 tháng 2, một nhóm các ca nhiễm được phát hiện, bắt đầu từ 16 ca tại Lombardy, với thêm 60 ca nhiễm mới ngày 22 tháng 2, và ca tử vong đầu tiên được xác nhận vào cùng ngày. Đến cuối tháng 2, Ý là nước bị ảnh hưởng nghiêm trọng nhất bởi dịch COVID-19 tại châu Âu.
Tính đến ngày 26 tháng 2, có 470 ca nhiễm được xác nhận và 12 ca tử vong tại Ý.
Tính đến  ngày 3 tháng 3 năm 2020, có 2.502 ca nhiễm được xác nhận và 79 ca tử vong tại Ý.

## Ca nghi nhiễm

### Bosnia và Herzegovina
Tính đến ngày 25 tháng 2, 11 người đang được theo dõi do nghi nhiễm virus corona. Tại Sarajevo, ba du khách Trung Quốc có biểu hiện triệu chứng xét nghiệm âm tính với virus.
Ngày 2 tháng 3, một người đàn ông từ Tomislavgrad bị nghi nhiễm virus corona từ Ý và được đưa đến Mostar để kiểm tra. Kết quả xét nghiệm cho thấy âm tính

## Phòng ngừa ở các nước khác

### Albania
Đến ngày 25 tháng 2, chính quyền đã gia tăng các biện pháp nhằm ngăn chặn virus lây lan từ nước Ý. Trưởng Ban Bệnh Truyền nhiễm tại Viện Y tế Cộng đồng thông báo rằng cư dân Trung Quốc tại nước này đã được cách ly. Albania cũng cho lập khu vực cách ky tại một bệnh viện theo chuẩn của WHO. Nhân viên y tế tại các cửa khẩu được tăng cường, với ít nhất 2 lối đi được đo thân nhiệt.

### Malta
Ngày 24 tháng 2, giới chức y tế thông báo tất cả hành khách đến Malta đều phải được đo thân nhiệt. Hai máy đo thân nhiệt được đặt tại Sân bay quốc tế Malta. Hành khách cập cảng tại Cảng Valleta và Marsa cũng được đo. Tại Bệnh viện Mater Dei, tất cả bệnh nhân với triệu chứng bệnh hô hấp đều được xét nghiệm cho COVID-19.
Ngày 25 tháng 2, Bộ Y tế khuyến cáo khách du lịch từ Ý tự cách ly trong 14 ngày và tất cả người dân không đi đến những vùng của Ý bị ảnh hưởng bởi dịch bệnh. Khi đợt bùng phát ở Ý lan sang phía nam với ca nhiễm đầu tiên tại Palermo, nhiều người hoảng loạn mua đồ, khiến nhiều siêu thị trống hàng.
Lái thương và công nhân Malta từ chối lên tàu từ Ý để dỡ hàng trừ khi có sự giám sát và đồng ý của nhân viên y tế. Liên hiệp Giáo viên Malta khuyến cáo thành viên không nhận bài tập về nhà của học sinh không khỏe và yêu cầu học sinh và giáo viên từng đến những nước có dịch ở nhà.
Deloitte Malta yêu cầu nhân viên vừa trở về từ Ý làm việc tại nhà và tránh mọi chuyến đi không cần thiết đến Ý.

### Slovakia
Ngày 28 tháng 1, Thủ tướng Peter Pellegrini thông báo rằng từ ngày 29 tháng 1, mọi hành khách đến sân bay Slovakia phải được khám và đo thân nhiệt. Biên giới với Áo cũng sẽ được bố trí nhân viên để kiểm tra sức khỏe mọi người vào Slovakia.

### Serbia
Sân bay Belgrade Nikola Tesla đưa ra những biện pháp mới, bao gồm máy đó thân nhiệt.

## Phản ứng

### Thể thao
Nhiều giải vô địch bóng đá ở châu Âu đã bị hoãn vì COVID-19. Ngày 13 tháng 3 năm 2020, UEFA cũng ra tuyên bố hoãn vô thời hạn các giải đấu thuộc hệ thống của Liên đoàn. Giải vô địch bóng đá châu Âu 2020 cũng bị hoãn một năm do lo ngại dịch bệnh.